# 熊本県立北稜高等学校
熊本県立北稜高等学校（くまもとけんりつ ほくりょうこうとうがっこう, Kumamoto Prefectural Hokuryo High School）は、熊本県玉名市立願寺にある玉名荒尾地区で唯一農業関連の学科を持つ県立の高等学校。

## 設置学科
全ての学科が全日制課程
令和５年度から
- 園芸科
- 造園科
- 商業科
- 家政科

令和４年度まで 募集定員 5学級200名
- 普通科（人文コース） - 熊本県内で唯一熊本の文化や風土について学べる学科
- 園芸科学科
- 造園科
- ビジネスマネジメント科（平成26年度に商業科と情報処理科を再編）
- 家政科学科

## 沿革
- 1945年（昭和20年） - 玉名郡玉名町外36か町村組合立熊本県玉名農業学校として設立
- 1948年（昭和23年） - 県立移管、熊本県立玉名高等学校第３部となる
- 1952年（昭和27年） - 熊本県立玉名農業高等学校として独立
- 1991年（平成3年） - 熊本県立北稜高等学校と改称し、農業科と園芸科を統合し園芸科学科に科名変更。生活科を廃止し、情報処理科、普通科（人文コース）を新設
- 1992年（平成4年） - 家政科の2学級を商業科と家政科学科に学科改編・科名変更
- 1995年（平成7年） - 創立50周年記念式典が行われる
- 2005年（平成17年） - 創立60周年記念式典が行われる
- 2014年（平成26年） - 商業科・情報処理科をビジネスマネジメント科(1学級)に再編
- 2015年（平成27年） - 創立70周年記念式典が行われ、男女とも制服を変更

## 年間行事

### １学期
- 4月 - 入学式、荒尾玉名地区体育大会
- 5月 - 体育大会、高校総体・総文祭、中間考査
- 6月 - 期末考査、田んぼアート
- 7月 - クラスマッチ
- 8月 - 中学生体験入学

### ２学期
- 10月 - 中間考査
- 11月 - 収穫感謝祭、北稜祭（文化祭）、期末考査
- 12月 - マラソンチャレンジ大会、クラスマッチ

### ３学期
- 2月 - 学年末考査、前期入試
- 3月 - 卒業式、後期入試、クラスマッチ

## 生徒会活動
- 生徒会
- 農業クラブ（園芸科学科・造園科で構成）
- 家庭クラブ（家政科学科で構成）

## 部活動

### 運動部
- 陸上部（男女）
- サッカー部（男）
- バスケットボール部（男女）
- ソフトボール部（男） - インターハイ出場経験有り
- ソフトテニス部（男女）(インターハイ出場経験あり)
- バレーボール部（女）
- レスリング部（男女） - 玉名農業時代に強豪校として有名であった（インターハイ出場経験有り、世界大会優勝選手R2年卒業）
- バドミントン部（男女）
- 水泳部（男女）
- 弓道部（男女）

### 文化部
- 吹奏楽部
- 総合芸術部(美術、写真、書道)
- 北稜太鼓部
- JRC部
- 華道部
- パソコン部
- 食物部
- 手芸部

### 同好会
- 田んぼアート同好会
- 造園同好会

それぞれの学科に関連した部活動・同好会があるので多様である。

## 主な卒業生
- 大野真子（女子レスリング選手）

## 交通アクセス
- JR鹿児島本線 玉名駅 徒歩20分
- 産交バス 北稜高校前 バス停留所 すぐ